# Bielaki (obwód miński)
Bielaki (biał. Бялякі; ros. Беляки) – wieś na Białorusi, w obwodzie mińskim, w rejonie wołożyńskim, w sielsowiecie Wołożyn.
W dwudziestoleciu międzywojennym leżały w Polsce, w województwie nowogródzkim, w powiecie wołożyńskim.